# トニー・デソーザ
トニー・デソーザ（Tony DeSouza、1974年7月26日 - ）は、ペルーの男性総合格闘家。リマ出身。ミレニアMMA所属。ブラジリアン柔術黒帯。トニー・デスーザとも表記される。
レスリングをベースに発展させた独自のノーギ技術を持ち、ペルヴィアン・ネクタイ・チョーク（ペルーのネクタイ絞技）という変型裸絞を得意とする。

## 来歴
レスリングとブラジリアン柔術を学び、2000年に総合格闘技デビュー。
2001年5月4日、UFC初参戦となったUFC 31でスティーブ・バーガーと対戦し、3-0の判定勝ちを収めた。
2001年9月28日、UFC 33で中尾受太郎と対戦し、左フックでKO負けを喫した。
2006年12月30日、UFC 66でチアゴ・アウベスと対戦し、膝蹴りでKO負けを喫した。

## 戦績
| 総合格闘技 戦績 | 総合格闘技 戦績 | 総合格闘技 戦績 | 総合格闘技 戦績 | 総合格闘技 戦績 | 総合格闘技 戦績 | 総合格闘技 戦績 |
| --------------- | --------------- | --------------- | --------------- | --------------- | --------------- | --------------- |
| 15 試合         | (T)KO           | 一本            | 判定            | その他          | 引き分け        | 無効試合        |
| 11 勝           | 1               | 7               | 3               | 0               | 0               | 0               |
| 4 敗            | 4               | 0               | 0               | 0               | 0               | 0               |

| 勝敗 | 対戦相手                               | 試合結果                           | 大会名                                  | 開催年月日     |
| ○    | ルイス・フェルナンド・ペロゴン         | 1R 1:20 チョークスリーパー         | MMA Nemesis: Fight Night 1              | 2012年12月13日 |
| ×    | ホアン・"ジュカオン"・カルネイロ       | 2R 3:33 TKO（パウンド）            | UFC 79: Nemesis                         | 2007年12月29日 |
| ×    | チアゴ・アウベス                       | 2R 1:10 KO（膝蹴り）               | UFC 66: Liddell vs. Ortiz 2             | 2006年12月30日 |
| ○    | ダスティン・ヘイズレット               | 1R 3:59 チキンウィングアームロック | Ortiz vs. Shamrock 3: The Final Chapter | 2006年10月10日 |
| ○    | ファブリシオ・"ピットブル"・モンテイロ | 5分3R終了 判定2-0                  | Gold Fighters Championship 1            | 2006年5月20日  |
| ○    | ヴィテルモ・クビス・バンデイラ         | 1R 4:38 膝十字固め                 | Jungle Fight 6                          | 2006年4月29日  |
| ×    | アンジェロ・ディアス                   | 1R TKO（カット）                   | South American Open                     | 2005年4月15日  |
| ○    | カルロス・リマ                         | 2R 肩固め                          | Jungle Fight 3                          | 2004年10月23日 |
| ○    | ルイス・アゼレード                     | 5分3R終了 判定3-0                  | Meca World Vale Tudo 11                 | 2004年6月5日   |
| ○    | チャット・ラベンダー                   | 1R 3:24 TKO（ドクターストップ）    | World Fighting Alliance 1               | 2001年11月3日  |
| ×    | 中尾受太郎                             | 2R 0:15 KO（左フック）             | UFC 33: Victory in Vegas                | 2001年9月28日  |
| ○    | ポール・ロドリゲス                     | 1R 1:05 フロントチョーク           | UFC 32: Showdown in the Meadowlands     | 2001年6月29日  |
| ○    | スティーブ・バーガー                   | 5分3R終了 判定3-0                  | UFC 31: Locked and Loaded               | 2001年5月4日   |
| ○    | ケネス・タナリオ                       | 1R アンクルホールド                | Gladiator Challenge 1                   | 2000年12月9日  |
| ○    | ベン・メレンデス                       | 1R 0:55 ギブアップ（打撃）         | CFF: The Cobra Classic 2000             | 2000年8月26日  |